# Dmytro Babenko
Dmytro Olehovyč Babenko (in ucraino Дмитро Олегович Бабенко?; Luhans'k, 28 giugno 1978) è un ex calciatore ucraino, di ruolo portiere.

## Palmarès

### Club

#### Competizioni nazionali
- Perša Liha: 2

Hoverla: 2008-2009, 2011-2012